# Jack Shea
John Amos „Jack“ Shea (7. září 1910 – 22. ledna 2002) byl americký rychlobruslař, dvojnásobný vítěz ze Zimních olympijských her v roce 1932. Byl prvním člověkem, který získal dvě zlaté medaile na jedněch olympijských hrách, a byl otcem první americké rodiny, která se po tři generace účastnila olympijských her.
Shea získal zlaté medaile v závodech na 500 (s časem 43,4 sekundy) a 1500 metrů (s časem 2 minuty 57,5 sekundy). Olympijské hry se tehdy konaly v jeho rodném městě – Lake Placid. Na žádost rabína z Lake Placid se Shea rozhodl neobhajovat své olympijské vítězství v roce 1936 na Zimních olympijských hrách v Garmisch-Partenkirchenu v Německu.
Mnohem později, při Zimních olympijských hrách 1980 v Lake Placid byl místopředsedou newyorské Olympic Regional Development Authority, organizace, která provozovala areál konání zimních olympijských her v roce 1980 a provozuje jej dodnes.
Jeho syn Jim Shea Sr. se věnoval klasickému lyžování a zúčastnil se Zimních olympijských her 1964. Jeho vnuk Jimmy Shea získal zlatou medaili na Zimních olympijských hrách 2002 ve skeletonu.

## Osobní život
Shea úspěšně ukončil Dartmouth College a krátce studoval práva, musel ale odejít, aby mohl příjmem ze zaměstnání finančně podporovat svou rodinu. Mezi lety 1958 a 1974 byl městským soudcem a od roku 1974 až do odchodu do důchodu v roce 1983 byl dozorčím úředníkem ve městě North Elba.